# Neguentropia
Dins la teoria de la informació la neguentropia és el procés invers de l'entropia i consisteix en el pas d'un estat de desordre aleatori a un altre estat d'ordre previsible.
La neguentropia es pot definir com la tendència natural que un sistema es modifiqui segons la seva estructura i es plasmi en els nivells que tenen els subsistemes dins d'aquest. Per exemple: les plantes i el seu fruit, ja que depenen tots dos per aconseguir el mètode de neguentropia.
De fet, totes les religions d'ordre cosmogònic descriuen la creació com un procés de tipus neguentròpic, com el pas d'un estat de desordre indiferenciat a un altre organitzat.
En relació amb la informació es pot dir que a major desordre o entropia, més gran és la quantitat d'informació necessària per recuperar un missatge.
El terme va ser utilitzat per primera vegada per Claude Elwood Shannon i creat per Norbert Wiener (professor de Shannon i pare fundador de la cibernètica, ciència encarregada d'estudiar el control dels processos). És una part fonamental del procés de comunicació sota el model matemàtic de la comunicació.

## Contrastos
Així com l'entropia estableix que l'energia i qualsevol de les seves formes de manifestar-se (ja sigui en forma de matèria, de plasma o radiació) tendeix a buscar un estat d'equilibri inexpressiu continu, la neguentropia defineix l'energia com una sèrie de causes i efectes harmònicament benestants en les quals la suma total dels efectes harmònics donen com a resultat un acoblament de major magnitud que l'original, i una forma de ressonància que dona com a resultat paquets d'energia perfectament utilitzables per qualsevol sistema perceptor dels seus efectes.

## Informació (neguentropia en l'organització)
L'organització com sistema (obert) està constituït pels elements bàsics d'aquest (entrades, medi, sortides i retroalimentació) i és en les entrades on la informació té un paper clau com a mitjà regulador, mitjà neguentròpic, ja que a través d'ella es pot disminuir la quantitat d'incertesa (entropia). En paraules de la llicenciada Llum Amanda Camacho en la seva Teoria general de sistemes, "reduir l'entropia d'un sistema és reduir la quantitat d'incertesa que preval". És des d'aquest punt de vista que es pot considerar la informació com a element generador d'ordre i com a eina fonamental per a la presa de decisions en l'organització o en qualsevol sistema en què es presenten situacions d'elecció amb múltiples alternatives.